# César Roux
César Roux (23 de marzo de 1857, en Mont-la-Ville – 21 de diciembre de 1934, en Lausanne) fue un cirujano suizo, que describió el procedimiento denominado Roux-en-Y (Un método de usar el intestino delgado como un medio para eludir (redireccionar) los alimentos o las secreciones gastrointestinales) .
Estudió medicina en la Universidad de Berna, donde recibió la influencia de Christoph Theodor Aeby y Theodor Langhans. Después de graduarse ene 1880, permaneció en Berna como ayudante de Theodor Kocher. En 1887 asume como jefe de ambos departamentos quirúrgicos en el hospital cantonal en Lausanne.

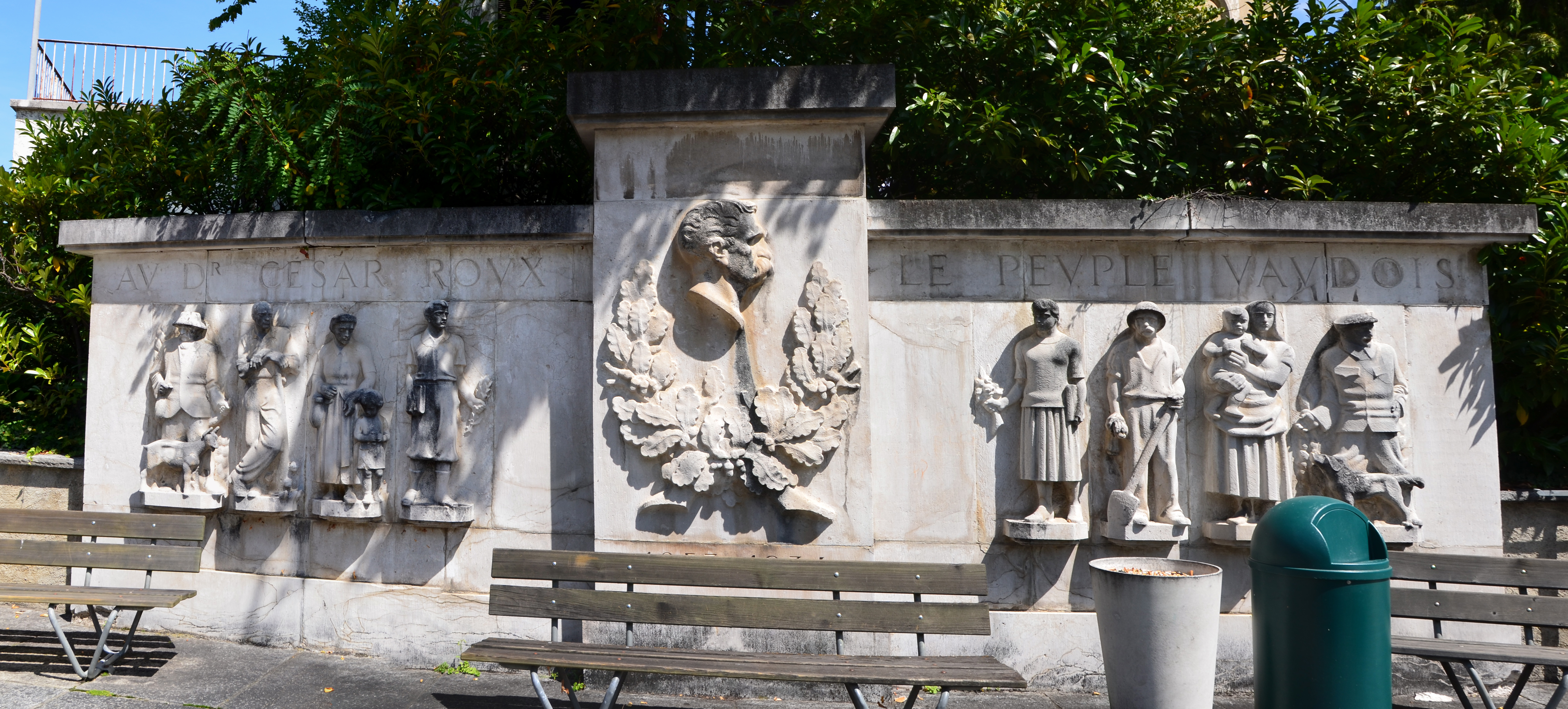
Bajorrelieve de César Roux en el hospital cantonal en Lausanne

En 1885 fue nombrado profesor asociado de medicina forense en la Academia de Lausanne, y cuando la academia consiguió el status universitario en 1890, fue nombrado director de la clínica quirúrgica en la facultad de medicina.
En 1926, Roux realizó la primera extracción quirúrgica exitosa de un feocromocitoma.